# هانوی تاکسی
هانوی تاکسی (به انگلیسی: Hanoi Taxi) یک هواگرد ساختِ کارخانهٔ لاکهید کورپوریشن در کشور ایالات متحده آمریکا است.